# Giovanni Celoria
Giovanni Celoria (Casale Monferrato, Piamonte, Italia, 29 de enero de 1842 - Milán, Italia, 17 de agosto de 1920) fue un astrónomo,  geodesta y senador italiano.    

## Biografía
Se graduó en Ingeniería en septiembre de 1863 en la Universidad de Turín, y en noviembre de ese mismo año fue admitido en el Observatorio Astronómico de Brera donde desarrolló la totalidad de su carrera profesional. A lo largo de su vida recibió importantes ofertas de otros observatorios nacionales y extranjeros que nunca aceptó. En abril de 1864 ingresó en la plantilla del observatorio y finalmente nombrado astrónomo en 1872. Paralelamente a su trabajo en el observatorio, fue profesor de geodesia en el Regio Istituto Tecnico Superiore de Milán durante 35 años.
Como astrónomo en prácticas trabajó a las órdenes de Giovanni Schiaparelli, el entonces director del observatorio. Gracias a su formación como ingeniero, que le hacía destacar en cálculo, le fue encomendada la tarea de calcular órbitas y efemérides de los asteroides (69) Hesperia, descubierto por el propio Schiaparelli, (31) Eufrósine, (37) Fides y (73) Clitia y de los cometas C/1864 N1 (Tempel), C/1864 O1 (Donati-Toussaint) y C/1864 R1 (Donati), además del cálculo de las efemérides astronómicas que el observatorio publicó anualmente hasta 1875. Entre 1865 y 1866 se desplazó a Berlín y Bonn con el fin de ampliar sus conocimientos en métodos de cálculo. En varios periodos entre 1864 y 1883 se dedicó a determinar posiciones estelares para un catálogo que publicó junto con Schiaparelli en 1901.
Hizo contribuciones significativas en el campo de la distribución estelar, materia muy en boga en ese momento. Desde 1873 y durante tres años realizó más de 27.000 observaciones en las que hizo un recuento de 200.000 estrellas. A raíz de este trabajo formuló una de las primeras hipótesis de la forma que tiene la Vía Láctea, la cual estaría formada por dos anillos concéntricos unidos entre sí. Fue precursor del posterior trabajo de Hugo von Seeliger en este campo.
Otro campo de su interés fue el análisis de observaciones astronómicas históricas. Especialmente conocidos son los análisis publicados en 1894 de los avistamientos de cinco cometas entre 1431 y 1472, entre los que se encontraba el de 1456, que más tarde sería conocido como cometa Halley, realizados por Paolo dal Pozzo Toscanelli y conservados en un manuscrito encontrado en 1864 en la Biblioteca Nacional Central de Florencia. Más reconocidos fueron, sin embargo, sus estudios sobre antiguos eclipses solares, el último de los cuales, publicado en 1880, en el que se incluía un estudio sobre el eclipse solar de 510 a. C. relatado por Agatocles de Siracusa, le valió el Premio Real de la Real Academia Nacional de los Linces.
En 1900 fue nombrado presidente de la Comisión Geodésica italiana y ese mismo año, tras el retiro de Schiaparelli, fue nombrado director del Observatorio, cargo que mantuvo hasta su propio retiro en 1917.  Fue nombrado senador vitalicio en 1909. 
Fue miembro de la Real Academia Nacional de los Linces, la Academia Nacional de Ciencias de Italia, la Real Sociedad Astronómica de Londres, y del Instituto Lombardo Academia de Ciencias y Letras de Milán.
Falleció en Milán el 17 de agosto de 1920.